# Darwinia vestita
Darwinia vestita là một loài thực vật có hoa trong Họ Đào kim nương. Loài này được (Endl.) Benth. mô tả khoa học đầu tiên năm 1867.